# Manus (agente de IA)
Manus (mano en latín) es un agente de inteligencia artificial autónomo desarrollado por la startup china Monica. El agente está diseñado para realizar de forma independiente tareas complejas en línea, sin la necesidad de orientación humana directa o continua.

## Historia
Manus se fundó con el objetivo de crear agentes de inteligencia artificial capaces de operar de forma independiente, basándose en modelo extenso de lenguaje (LLM). El lanzamiento oficial de Manus, el 6 de marzo de 2025, atrajo la atención internacional. Los expertos y los medios de comunicación describieron a Manus como un gran avance, ya que podía manejar de forma autónoma tareas complejas, incluida la redacción y la implementación de código, sin intervención humana directa.